# Angels (canción de Robbie Williams)
«Angels» es una power ballad escrita por Robbie Williams y Guy Chambers, interpretada originalmente por Williams y, posteriormente, versionada por varios artistas, entre ellos Jessica Simpson, Jay Pérez, los cantantes mexicanos Yuridia y Marco Moré, el cantante argentino Adrian Barilari, la cantante de soul Beverley Knight y la banda All Angels.
"Angels" fue el cuarto sencillo del álbum de debut de Robbie Williams, Life Thru A Lens. Está considerada como la canción que marcó la carrera en solitario de Williams y es la que ha usado para concluir la mayoría de sus conciertos.
En la edición del año 2005 de los premios Brit, "Angels" fue votada por el público británico como la mejor canción de los últimos veinticinco años de la música británica, a pesar de sólo alcanzar el número cuatro en las listas de sencillos. En una curiosa encuesta realizada por el canal digital de televisión británico Music Choice, llegó a ser elegida como la número uno de las canciones que la gente preferiría para su funeral.
En Estados Unidos fue lanzada en 1999, después de su debut con "Millennium", debutando en el puesto 53, aunque increíblemente estuvo durante 19 semanas en la lista(Billboard Hot 100). El video musical muestra a Williams sobre un tejado contemplando la ciudad.

## Otras versiones

### Robbie Williams
Ángel (versión en Español)

Bandy2
La banda jujeña de cumbia romantica reeversionando en cumbia en el año 2003 incluyéndolo en el cd "Quiero saber que es el amor" siendo un hit en todo los países de Argentina, Chile, Bolivia, Uruguay, entre otros.

### Yuridia
Artículo principal: Ángel (canción de Yuridia)

### Beverley Knight
En marzo de 2006, la cantante británica de soul, Beverley Knight, grabó una versión góspel en directo de "Angels". La canción, interpretada en directo en la BBC Radio 2 con el músico Guy Chambers, fue incluida en su álbum Voice - The Best Of Beverley Knight. Dicha inclusión se produjo tras la interpretación de la canción en los conciertos Live 8 durante julio de 2005.

### Adrián Barilari
El cantante de Rata Blanca versionó esta canción en español para su disco Canciones Doradas en el que se incluyen algunos temas versionados, en esta versión el cantante realiza un excelente trabajo en la voz respetando el ritmo original de la obra de Robbie Williams.

### Lorena
La cantante española Lorena Gómez, incluyó una versión de Angels en su primer trabajo discográfico, "Lorena", lanzado en 2006 y compuesto casi en su totalidad por versiones de conocidos temas de otros artistas.

### Royal Philharmonic Orchestra
La Royal Philharmonic Orchestra incluyó una versión instrumental de la canción, en su álbum "Symphonic Rock 2". La misma utiliza tubas y flautines; representando el canto.

### KLB
El grupo brasileño KLB incluyó una versión de Angels en su disco Obsessão de 2005.